# Pressbyrån
Pressbyrån er et svensk firma, som driver kiosker og mindre servicebutikker, ofte ved eller i tilslutning til jernbanestationer, busterminaler eller lignende. Pressbyrån har i dag 320 kiosker, som alle drives af franchisetagere. Koncernens målsætning er, ifølge deres hjemmeside, at have god tilgængelighed både når det gælder beliggenhed og åbningstider. Pressbyrån ejes i dag af det norske firma Reitangruppen gennem Reitan Retail, som også driver bl.a. 7-Eleven, Easy24 og Rema 1000.

## Historie
Pressbyrån er et svensk firma som blev udviklet ud fra Svenska Telegrambyrån, som i 1899 af SJ fik til opgave at sælge tidsskrifter på landets jernbanestationer. Den første kiosk blev åbnet i 1903 udenfor Helsingborgs centralstation, og i 1909 blev navnet ændret til Svenska Pressbyrån, som var et selskab ejet af den svenske presse.
Pressbyrån havde også salg om bord på togene, og i 1932 indførte man en verdensnyhed, hvilket betød at man på en hurtigere måde fik tidsskrifterne frem til byer uden for Stockholm, hvor tidsskrifterne blev trykt. Dette blev opnået ved at man bundtede og sorterede tidsskrifterne om bord på togene under rejsen. Dette system var i brug frem til 1984, hvor tidsskrifterne begyndte at kunne trykkes i flere byer. I 1950 begyndte tidsskrifterne at blive transporteret med fly, og også her var Pressbyrån med. Man fokuserede på et system hvor man kunne folde passagersæderne op på vej fra Stockholm og, når man havde læsset tidsskrifterne på, folde passagersæderne ned igen på hjemturen og på denne måde øge effektiviteten ved at tage passagerer med. Dette var grundlaget for flyselskabet Linjeflyg, hvor Pressbyrån var en af deltagerne.
Pressbyrån har også haft egen produktion af postkort, en virksomhed som startede i 1932 og ophørte i 1966. Postkortene forestillede lokale seværdigheder og kendetegn. Da sundhedsnævnet omkring år 1935 bestemte, at kugleis ikke måtte sælges af kiosker, introducerede Pressbyrån ispinde i hygiejnisk papirindpakning.
I Stockholms Tunnelbana var Pressbyrån med og havde kiosker på hver station på den første strækning, den grønne linje.

## Pressbyrån Extra
Pressbyrån Extra omfatter Pressbyråns 11 specialbutikker, fokuseret på et omfattende udvalg af både svenske og udenlandske tidsskrifter. Pressbyrån Extra har samme udvalg som den almindelige Pressbyrån, men med den forskel at både udvalget og kundskaben om tidsskrifter er større end i Pressbyråns øvrige butikker. Dette indebærer for kunderne at en Pressbyrån Extra-butik har et samlet udvalg på mere end 2.000 titler om året.